# Геліотропові
Геліотропові (Heliotropioideae) — підродина квіткових рослин родини шорстколисті (Boraginaceae).

## Опис
Стовпчик верхівковий, цілісний, з волосистим кінцем під приймочкою. Плід — роздрібний з двома двонасінними кістянкоподібними мерикарпіями або ценобій з 4 еремів. Це дерева, чагарники і трави.

## Роди
- Heliotropium L.
- Tournefortia L.[1]